# Decembrie 1987
Acest articol este generat integral pe baza informațiilor din articolul 1987 și este actualizat periodic de un robot.
 Editările făcute în articol vor fi șterse la următoarea actualizare! Dacă doriți să faceți modificări, editați articolul-sursă.

ianuarie -
februarie -
martie -
aprilie -
mai -
iunie -
iulie -
august -
septembrie -
octombrie -
noiembrie -
decembrie
Decembrie 1987 a fost a douăsprezecea lună a anului și a început într-o zi de marți.

## Evenimente
- 3 decembrie: Adunarea Generală a ONU adoptă rezoluții inițiate de România privind reducerea bugetelor militare, reglementarea pașnică a diferendelor dintre state, dezvoltarea bunei vecinătăți.
- 8 decembrie: A fost semnat Tratatul Forțelor Nucleare Intermediare (The Intermediate Range Nuclear Forces Treaty - INF Treaty), de către președintele american Ronald Reagan și liderul sovietic Mihail Gorbaciov, care interzice deținerea și producerea rachetelor balistice și rachetelor nucleare de croazieră cu raze de acțiune cuprinse între 500 și 5.500 de kilometri, tratatul având o durată nelimitată.
- 9 decembrie: 1987-1993. A început Intifada (eliberare). Revoltă palestiniană contra ocupației israeliene din Fâșia Gaza și Cisiordania.
- 20 decembrie: Feribotul de pasageri MV Doña Paz, care se îndrepta către capitala statului Filipine, s-a ciocnit cu petrolierul Vector în strâmtoarea Tablas, în apropiere de Marinduque. Scufundarea navei a dus la pierderea a 4.341 de vieți, supraviețuind doar 24 de persoane. Este considerat cel mai mare dezastru maritim pe timp de pace.

## Nașteri
- 1 decembrie: Giedrius Arlauskis, fotbalist lituanian (portar)
- 1 decembrie: Klára Szekeres, handbalistă maghiară
- 1 decembrie: Klára Csiszár-Szekeres, handbalistă maghiară
- 2 decembrie: Iulian Bulai, politician român
- 2 decembrie: Teairra Marí, muziciană americană
- 3 decembrie: Ștefan Adrian Mardare, fotbalist român
- 5 decembrie: Erand Hoxha, actor albanez
- 7 decembrie: Aaron Carter (Aaron Charles Carter), cântăreț american (d.2022)
- 7 decembrie: Lilit Hovhannisyan, cântăreață armeană
- 8 decembrie: Michael Pereira, fotbalist francez
- 10 decembrie: Gonzalo Gerardo Higuaín, fotbalist argentinian (atacant)
- 11 decembrie: Yero Bello, fotbalist nigerian (atacant)
- 11 decembrie: Natalia Gordienco, cântăreață din R. Moldova
- 12 decembrie: Ionuț Botezatu, rugbist român
- 12 decembrie: Diana Enache, jucătoare română de tenis
- 12 decembrie: Adrian Prodan, jurnalist din R. Moldova și prezentator TV
- 13 decembrie: Olga Cristea, atletă din R. Moldova
- 14 decembrie: Jamie Bernadette, actriță și producătoare americană
- 15 decembrie: Yosuke Kashiwagi, fotbalist japonez
- 18 decembrie: Alina Plugaru, fostă actriță porno din România
- 19 decembrie: Shuko Aoyama, jucătoare de tenis japoneză
- 19 decembrie: Karim Benzema (Karim Mostafa Benzema), fotbalist francez (atacant)
- 20 decembrie: Michihiro Yasuda, fotbalist japonez
- 21 decembrie: Cornel Predescu, fotbalist român
- 22 decembrie: Lisa Andreas, cântăreață cipriotă
- 23 decembrie: Kana Kurashina, actriță japoneză
- 26 decembrie: Mihail Kukușkin, jucător rus de tenis
- 28 decembrie: Yui Okada, cântăreață japoneză
- 31 decembrie: Seydou Doumbia, fotbalist ivorian (atacant)
- 31 decembrie: Maiara, cântăreață braziliană
- 31 decembrie: Maraisa, cântăreață braziliană

## Decese
- 1 decembrie: James Baldwin (James Arthur Baldwin), 63 ani, scriitor american (n. 1924)
- 3 decembrie: Dorin Liviu Zaharia, 43 ani, cântăreț, compozitor român (n. 1944)
- 4 decembrie: Constantin Noica, 78 ani, filosof, poet, eseist, publicist și scriitor român (n. 1909)
- 5 decembrie: Leonid Dimov, 61 ani, poet român (n. 1926)
- 9 decembrie: Ernest Augustus al IV-lea, Prinț de Hanovra (n. Ernst August Georg Wilhelm Christian Ludwig Franz Joseph Nikolaus Oskar), 73 ani,  (n. 1914)
- 17 decembrie: Marguerite Yourcenar (Marguerite Antoinette Jeanne Marie Ghislaine Cleenewerck de Crayencour), 84 ani, scriitoare franceză (n. 1903)
- 18 decembrie: Mircea Scarlat, 36 ani, critic literar român (n. 1951)
- 31 decembrie: Randall Garrett, scriitor american (n. 1927)